# Yangquan
Yangquan (en chino, 阳泉; pinyin, Yángquán) es una ciudad-prefectura en la provincia de Shanxi, República Popular de China. Se ubica en una esquina al este de la meseta de Loes y al oeste de las montañas Taihang en las riberas del río Hai.Limita al norte con Datong, al sur con Xingtai, al oeste con Taiyuan y al este con la Shijiazhuang. Su área es de 4558 km² y su población total para 2010 superó los 1,3 millones de habitantes. 
Era una pequeña aldea a principios del siglo XX y debió su expansión por las vías férreas.

## Administración
La ciudad prefectura de Yangquan está conformada de 5 localidades que se administran en 3 distritos urbanos y 2 condados rurales.
- Distrito  Chéng Qu 城区
- Distrito Kuàng Qu 矿区
- Distrito Jiāo Qu 郊区
- Condado Pingding 平定县
- Condado Yu 盂县

## Toponimia
El topónimo Yangquan [/Yang-Chuán/] significa 'manantial solar'. Según la leyenda, en el pasado habían cinco manantiales en el área del actual Yangquan, que estaban llenos de agua durante todo el año, por lo que se llamó Yangquan (漾泉) 'los manantiales que se derraman'. 
Se dice que en tiempos antiguos, la gente excavó piedras para extraer carbón y descubrió cinco manantiales con un flujo de agua abundante, los cuales fueron llamados Yangquan (漾泉), posteriormente, Yang (漾 derramar)  fue malinterpretado como Yang (阳 sol), ya que tienen la misma pronunciación.

## Historia
Esta región ha estado poblada desde el paleolítico.Durante la dinastía Zhou Yangquán pertenecía al estado Jin, durante el periodo de los reinos combatientes Yangquan pertenecía al estado Zhao,durante Qin Yangquá estaba bajo la jurisdicción del condado de Taiyuan,durante la dinastía Han occidental (año 140) Yangquán era del condado Ai (艾县) que estaba en el hoy condado Pingding (平定县), en el año 742 durante la dinastía Tang, el condado Ai fue renombrado a Guangyang (广阳县) y pasó a aldea, en el año 979 durante la dinastía Song Guangyang fue renombrado a condado Pingding (平定县) y luego promovido a prefectura, en el año 1900 Yangquán formaba parte de la prefectura Pingding, en 1903 la vía férrea Shijiazhuang-Taiyuan se inauguró y la región se abrió paso a la industria minera, durante la época de la  republicana temprana la prefectura Pingding cambio a condado y Yangquán formaba parte del mismo, en 1936 habitaban cerca de 30 000 personas,en 1947 se estableció la ciudad Yangquán pero sin el área de Pinding y en 1983 se le añadieron los condados de Pinding (平定县) y Yu (盂县).

## Clima
| Parámetros climáticos promedio de Yangquan (1971–2000) | Parámetros climáticos promedio de Yangquan (1971–2000) | Parámetros climáticos promedio de Yangquan (1971–2000) | Parámetros climáticos promedio de Yangquan (1971–2000) | Parámetros climáticos promedio de Yangquan (1971–2000) | Parámetros climáticos promedio de Yangquan (1971–2000) | Parámetros climáticos promedio de Yangquan (1971–2000) | Parámetros climáticos promedio de Yangquan (1971–2000) | Parámetros climáticos promedio de Yangquan (1971–2000) | Parámetros climáticos promedio de Yangquan (1971–2000) | Parámetros climáticos promedio de Yangquan (1971–2000) | Parámetros climáticos promedio de Yangquan (1971–2000) | Parámetros climáticos promedio de Yangquan (1971–2000) | Parámetros climáticos promedio de Yangquan (1971–2000) |
| Mes                                                    | Ene.                                                   | Feb.                                                   | Mar.                                                   | Abr.                                                   | May.                                                   | Jun.                                                   | Jul.                                                   | Ago.                                                   | Sep.                                                   | Oct.                                                   | Nov.                                                   | Dic.                                                   | Anual                                                  |
| ------------------------------------------------------ | ------------------------------------------------------ | ------------------------------------------------------ | ------------------------------------------------------ | ------------------------------------------------------ | ------------------------------------------------------ | ------------------------------------------------------ | ------------------------------------------------------ | ------------------------------------------------------ | ------------------------------------------------------ | ------------------------------------------------------ | ------------------------------------------------------ | ------------------------------------------------------ | ------------------------------------------------------ |
| Temp. máx. media (°C)                                  | 2.3                                                    | 5.1                                                    | 11.0                                                   | 19.6                                                   | 25.4                                                   | 29.0                                                   | 29.4                                                   | 27.7                                                   | 23.9                                                   | 18.3                                                   | 10.3                                                   | 4.2                                                    | 17.2                                                   |
| Temp. mín. media (°C)                                  | -7.8                                                   | -5.5                                                   | -0.1                                                   | 7.5                                                    | 13.1                                                   | 17.3                                                   | 19.6                                                   | 18.3                                                   | 13.0                                                   | 7.1                                                    | 0.2                                                    | -5.3                                                   | 6.5                                                    |
| Precipitación total (mm)                               | 4.1                                                    | 6.5                                                    | 14.5                                                   | 20.9                                                   | 43.6                                                   | 71.7                                                   | 130.9                                                  | 119.7                                                  | 61.6                                                   | 26.2                                                   | 12.3                                                   | 3.9                                                    | 515.9                                                  |
| Días de precipitaciones (≥ 0.1 mm)                     | 2.6                                                    | 3.4                                                    | 4.5                                                    | 5.0                                                    | 6.7                                                    | 10.0                                                   | 14.6                                                   | 12.9                                                   | 9.0                                                    | 5.9                                                    | 3.8                                                    | 2.0                                                    | 80.4                                                   |
| Fuente: Weather China                                  |                                                        |                                                        |                                                        |                                                        |                                                        |                                                        |                                                        |                                                        |                                                        |                                                        |                                                        |                                                        |                                                        |

## Economía
La columna de la economía de la ciudad es: minería del carbón, hierro, máquinas, electricidad, productos químicos, instrumentos electrónicos y textiles.

## Ciudades hermanas
- Estados Unidos Mount Vernon NY.
- Reino Unido Chesterfield.